# Баландин, Тихон Васильевич
Тихон Васильевич Баландин (1745—1830) — русский литератор, краевед, автор первого исторического исследования о Петрозаводске.

## Биография
Родился в семье петрозаводского купца.
В 1762 г. родители отправили Т. Баландина в Санкт-Петербург в услужение в лавку купца в Гостином дворе.
Долгое время Т. В. Баландин был в услужении у рязанских купцов Ф. А. Кузнецова и П. А. Мальшина.
С 1779 по 1804 гг. находился в поездках по православных монастырям Новгорода, Киева, Москвы, Рязани, Крыма, Вологды. Долгое время жил в монастыре в Рязани.
В 1794—1795 гг. прожил по обету в Соловецком монастыре, несколько раз также посетил Палеостровский монастырь.
В ноябре 1798 г. стал послушником Палеостровского монастыря, где занимался обновлением икон, улучшением землепашества, ремонтом монастырской пристани, а также производством кирпича из местной глины.
Кроме того, Баландин сделал значительные пожертвования монастырю.
Однако из-за сложности с получением церковного развода с женой Ириной Аверкиевой (под влиянием Т. В. Баландина она перешла из старообрядческой в православную веру). В 1790-х гг. они отказались от супружеской жизни, и приняли решение об уходе в монастырь, из-за приступов болезни «почечуя» (геморроя) через год Баландин покидает монастырь.
Впоследствии Т. В. Баландин написал «Повесть о Палеостровском монастыре» по истории монастыря.
С 1804 г. проживал в Петрозаводске.
В марте 1808 г. служит в канцелярии Олонецких Петровских заводов в чине унтер-шихтмейстера 3-го класса.
В 1810 г. составил «примерный план, снятый в 1810 г. в Петрозаводске, где малозначущих развалин оставшихся, как земляной крепости, домны, равно и по положению и обложению на земле вида бывшего дворца, пруда, палисада и существующего в остатке берёзового сада».
С 1810 г. — унтер-шихтмейстеры 1-го класса, с 1813 г. — шихтмейстер 14 класса, с декабря 1818 г. — шихтмейстер 13 класса.
В середине 1780-х гг. содержал частную школу в Петрозаводске.
Т. В. Баландин написал несколько исторических сочинений — «Краткое повествование о Петровских заводов» (1809), «Петрозаводские северные вечерние беседы» (1814) и «Повесть о достодивном и блаженном Фаддее» (1818).
Кроме того, Баландин автор неопубликованного «Исторического краткого сведения о состоянии доселе бывшего и нынешнего положения города Олонца и о прочем» (1825).